# Club Voleibol J.A.V. Olímpico
Club Voleibol J.A.V. Olímpico, ou IBSA CV ACE Gran Canaria, est un club espagnol de volley-ball fondé en 1988 et basé à Las Palmas de Gran Canaria qui évolue pour la saison 2014-2015 en Superliga Femenina.

## Effectifs

### Saison 2014-2015
Entraîneur :  Felipe Nuez Domínguez